# Stazione di Trino Vercellese
La stazione di Trino Vercellese è una stazione ferroviaria posta sulla linea Chivasso-Alessandria, posta a servizio del comune di Trino.

## Storia
La stazione venne attivata il 30 aprile 1887, all'apertura della linea da Chivasso a Casale.

## Strutture e impianti
Il fabbricato viaggiatori è un edificio a due piani, ad oggi in stato di degrado. La stazione, gestita da RFI, conta tre binari, usati per il servizio passeggeri; in passato era presente uno scalo merci dotato di magazzino.

## Movimento
La stazione è servita da treni regionali svolti da Trenitalia nell'ambito del contratto di servizio stipulato con la regione Piemonte.

## Servizi
La stazione, che RFI classifica nella categoria "Silver", dispone dei seguenti servizi:
- Servizi igienici
- Bar

In passato la stazione offriva anche il servizio di biglietteria a sportello.

## Interscambi
In prossimità della stazione, fra il 1878 e il 1949, era ubicato il capolinea meridionale della tranvia Vercelli-Trino.